# Palomuotkavaara
Palomuotkavaara är en kulle i Finland. Den ligger i Enare kommun i landskapet Lappland, i den norra delen av landet, 1 000 km norr om huvudstaden Helsingfors. Toppen på Palomuotkavaara är 331 meter över havet.
Terrängen runt Palomuotkavaara är huvudsakligen lite kuperad. Trakten runt Palomuotkavaara är nära nog obefolkad, med mindre än två invånare per kvadratkilometer. Det finns inga samhällen i närheten. 